# Шахов, Феликс Николаевич
Феликс Николаевич Ша́хов (24 октября 1894, с. Белоярское, Томской губ. — 30 октября 1971, Новосибирск) — советский геолог, геохимик и специалист в области рудных месторождений, член-корреспондент АН СССР (1958).

## Биография
Родился 12 (24) октября 1894 года в селе Белоярском Барнаульского уезда Томской губернии в крестьянской семье.
- Отец, Николай Филиппович Шахов, проработавший на разных должностях, занимался сельским хозяйством.
- Мать, Александра Михайловна Великолюд, по национальности еврейка, была дочерью «николаевского солдата», окончила женскую гимназию, после нескольких лет совместной жизни оставила мужа, забрав с собой 5 детей, из которых Феликс был старшим сыном, учительствовала сначала в сельской школе, в последние годы жизни — в Барнауле[источник не указан 2562 дня].

В 1911 году окончил Барнаульское реальное училище. Начал учёбу на горном факультете Томского технологического института (ТТИ), затем два года учился в Горном институте в Санкт-Петербурге.
В 1914 году, с началом I мировой войны вернулся в Томск, продолжил учёбу на химическом факультете ТТИ. Через непродолжительное время был мобилизован в русскую армию, окончил Иркутское военное училище. Служил в саперных войсках, подпоручик, начальник саперной команды, принимал участие в боях на Юго-Западном фронте в составе 73-го, а затем — 46-го Сибирского стрелкового полка, участник Брусиловского прорыва. За личную храбрость был награждён орденом Святой Анны III степени с мечами.
В 1916 году был демобилизован по болезни, и вернулся в Томск для продолжения учёбы.
В 1918 году был мобилизован в армию Колчака. Служил на Уральском фронте, начальник саперной команды, в августе 1919 года заразился сыпным тифом и был эвакуирован в Барнаул.
Учёбу смог возобновить только в 1920 году, и в 1922 году окончил горное отделение Томского технологического института. Ученик М. А. Усова. Был оставлен ассистентом на Кафедре геологии.
В 1935—1957 годах — профессор, заведующий кафедрой рудных месторождений (позднее — полезных ископаемых).
В 1940 году — присуждена учёная степень доктора наук без защиты диссертации.
С 1944 года, одновременно с работой в институте, сотрудничал в Западно-Сибирском филиале АН СССР.
С организацией Сибирского отделения АН СССР по приглашению А. А. Трофимука переехал в Новосибирск, заведующий лабораторией редких и радиоактивных элементов Института геологии ЗСФ АН СССР (1957—1958).
В 1958 году возглавил лабораторию геохимии редких элементов Института геологии и геофизики СО АН СССР.
В 1958 году был избран член-корреспондентом АН СССР.
В 1962—1971 годах, профессор кафедры полезных ископаемых Новосибирского университета. В 1963 году — читал лекции по геологии и поиску урановых месторождений.

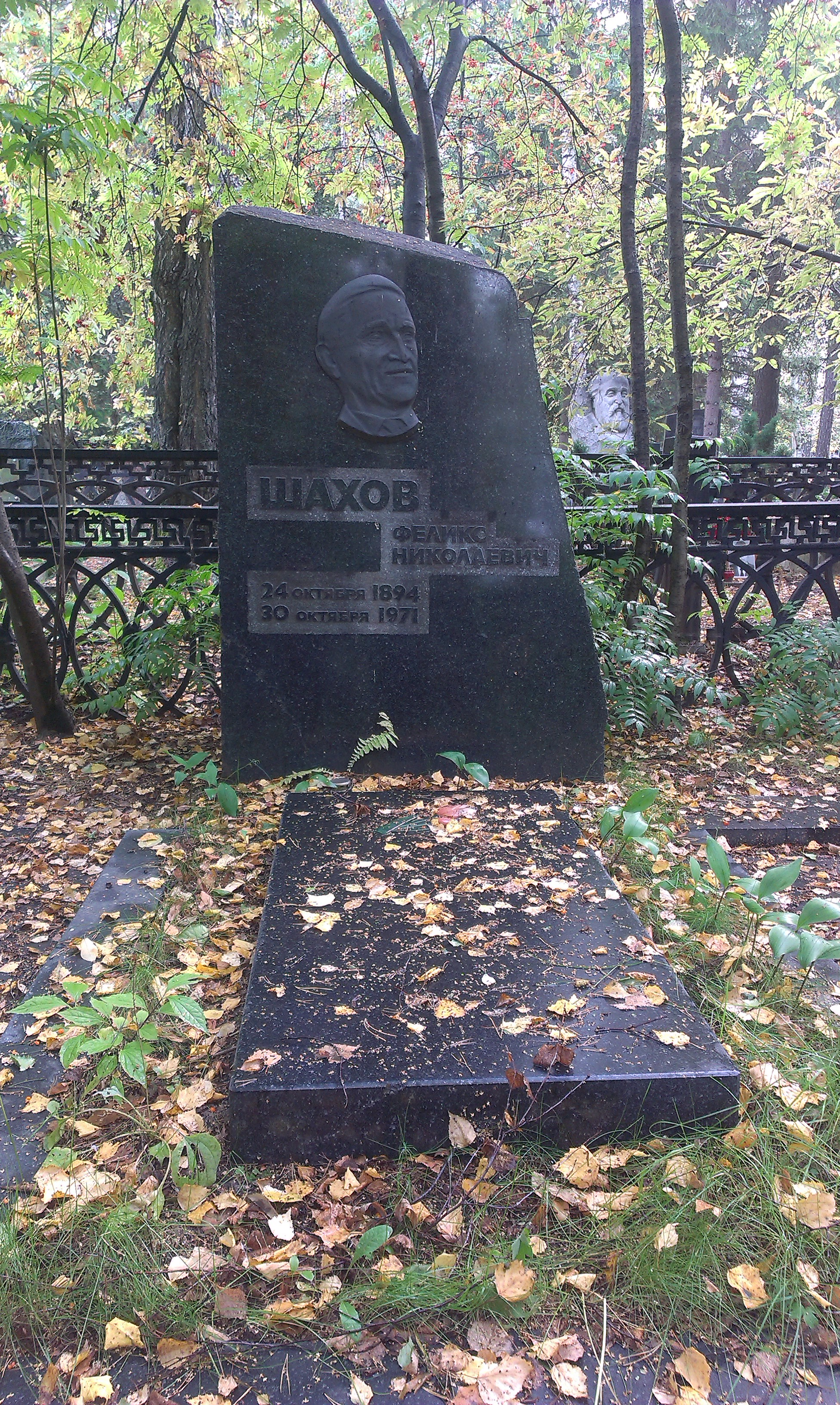
Могила Шахова в Новосибирске

Скончался 30 октября 1971 года. Похоронен на Южном кладбище в Новосибирске.

### Репрессии
25 апреля 1949 года был арестован в Томске по «красноярскому делу» геологов (фигурантам инкриминировалось «сокрытие» от властей урановых месторождений, якобы обнаруженных геологами в Красноярском крае).
Был заключен в лагеря на 15 лет постановлением ОСО при МГБ СССР от 28 октября 1950 года. Отбывал заключение на Колыме до 1954 года.
С 1951 по 1954 год отбывал заключение «расконвоированым», то есть на работу шёл без конвоя, но ночевать возвращался в лагерь. Работал в это время в научно-методическом отделе Северо-Восточного геологического управления (Магадан). Обнаружил золото в гранитах.
Реабилитирован 31 марта 1954 года, возвратился в Томск, возобновил работу на кафедре рудных месторождений (позднее реорганизованную в кафедру полезных ископаемых).

## Семья
Жена — Знаменская, Зинаида Павловна.
- сын — Сергей (1923—1995) — военный моряк-подводник[6].

Племянница — Суханова, Наталья Алексеевна (1931—2016) — прозаик.
- внучатый племянник — Николай Александрович Константинов (1961—2006) — художник и музыкант.

## Награды
- 1917 — Орден Святой Анны, III степени с мечами.
- 1944 — Орден Ленина
- 1945 — Медаль «За доблестный труд в Великой Отечественной войне 1941—1945 гг.»
- 1946 — Орден Трудового Красного Знамени
- 1967 — Орден Трудового Красного Знамени

## Членство в организациях
- С 28 марта 1958 года Член-корреспондент АН СССР — Сибирское отделение (геология и география).

## Память
- На здании Объединенного института геологии, геофизики и минералогии им. А. А. Трофимука СО РАН установлена мемориальная доска[7].
- В честь Ф. Н. Шахова назван минерал шаховит (Hg4SbO3(OH)3).